# Hauzer Tibor
Hauzer Tibor (Farkasgyepű, 1951. november 8. –) labdarúgó, csatár.

## Pályafutása
A Haladás VSE csapatában mutatkozott az élvonalban 1973. augusztus 7-én az Újpesti Dózsa ellen, ahol csapata 3–2-es vereséget szenvedett. 1973 és 1985 között volt a szombathelyi csapat játékosa. Összesen 203 élvonalbeli bajnoki mérkőzésen szerepelt és 33 gólt szerzett. Utolsó élvonalbeli mérkőzésén az Eger ellen csapata 2–1-re kikapott.

## Sikerei, díjai
- Magyar bajnokság
  - 5.: 1976–77
- Magyar Népköztársasági Kupa (MNK)
  - döntős: 1975